# Брэйлсфорд, Генри
Генри Ноэль Брэйлсфорд (англ. Henry Noel Brailsford, 25 декабря 1873 — 23 марта 1958) — английский левый журналист.

## Биография
Родился в семье методистского проповедника Эдварда Джона Брэйлсфорда (Edward John Brailsford, 1841—1921). В 1894 году окончил Университет Глазго, где изучал философию, латынь и греческий.
Во время Первой греко-турецкой войны 1897 года ездил в Грецию для наблюдения за событиями. Затем, как корреспондент Manchester Guardian, работал на Крите, где в это время произошел греко-турецкий конфликт.
В 1899 переехал в Лондон, где работал в газетах Morning Leader (1899—1900), The Echo (1902—1905), The Tribune (1906—1907) и The Daily News (1907—1909).
В 1903—1904 возглавил британскую миссию помощи, направленную в Македонию.
Был членом английского Общества друзей русской свободы, помогал российским революционерам, социалистам и анархистам. Был знаком с жившими в Лондоне Кропоткиным, Волховским, Соскисом, Ротштейном, Майским. В начале XX века регулярно публиковался на страницах печатного органа Общества друзей русской свободы— лондонского журнала «Free Russia».
В октябре 1904 Брэйлсфорд достал английские паспорта для нескольких эсеров-террористов. Борис Савинков получил паспорт на имя Джемса Галлея, а Максимилиан Швейцер — на имя Артура Мак-Куллоха. Прибыв с английским паспортом в Петербург, Швейцер поселился в меблированных комнатах под названием «Бристоль» и занялся подготовкой взрывных устройств, предназначенных для покушений. 11 марта 1905 года в 4 часа утра в номере произошёл взрыв, и Швейцер был убит одной из своих бомб. По настоянию российского правительства, в Англии было начато расследование действий Брэйлсфорда и он был приговорён судом за получение паспорта под ложным предлогом к выплате 100 фунтов штрафа.
В мае 1907 года помог найти 1700 фунтов для проходившего в Лондоне V съезда РСДРП. Брейлсфорд вместе с Ф. А. Ротштейном и Джорджем Лэнсбери уговорил богатого промышленника Джозефа Фелса ссудить российским социал-демократам требующуюся сумму.
В 1907 году Брэйлсфорд вступил в Независимую лейбористскую партию. В 1918 году выдвигал свою кандидатуру на выборах в Парламент, но проиграл выборы.
В 1920 и 1926 посетил Советский Союз, после чего написал две просоветские книги. С 1922 по 1926 редактировал партийную газету New Leader.
Во время Второй мировой работал на BBC, призывал США вступить в войну на помощь Великобритании. В 1946 году Брэйлсфорд ушёл из журналистики, целиком посвятив себя изучению истории левеллеров. Однако его книга об их движении так и осталась незаконченной.
Умер в 1958 году.

## Сочинения
- The Broom of the War God (1898)
- Macedonia: Its Races and Their Future (1906)
- Adventures in Prose (1911)
- Shelley, Godwin and his Circle (1913)
- Report of the International Commission to Inquire into the Causes and Conduct of the Balkan Wars (1914)
- War of Steel and Gold (1914)
- Origins of the Great War (1914)
- Belgium and the Scrap of Paper (1915)
- A League of Nations (1917)
- The War of Steel and Gold: A Study of the Armed Peace (1918)
- Across the Blockade (1919)
- After the Peace (1920)
- The Russian Workers' Republic (1921)
- How the Soviets Work (1927)
- Olives of Endless Age (1928)
- Rebel India (1931)
- Property or Peace? (1934)
- From England to America (1940),
- The Federal Idea (Federal Union, 1940)
- Subject India (1943)
- Our Settlement with Germany (1944).